# Prijepolje (općina)
Općina Prijepolje (srpski: Општина Пријепоље) je općina u Zlatiborskom okrugu u Srbiji. Središte općine je gradić Prijepolje. Prijepolje je općina na jugozapadu Srbije na granici s Crnom Gorom.

## Stanovništvo
Prema popisu stanovništva iz 2002. godine općina je imala 41.188 stanovnika, većinsko stanovništvo čine Srbi (56,82%) i Bošnjaci (31,83%) te u manjem postotku Muslimani (9,26%) i Crnogorci (0,66%%).

## Administrativna podjela
Općina Prijepolje podjeljena je na 80 naselja.

### Naselja u općini
Aljinovići • Balići • Bare • Biskupići • Bjelahova • Brajkovac • Brvine • Brodarevo • Bukovik • Vinicka • Vrbovo • Gojakovići • Gornje Babine • Gornje Goračiće • Gornji Stranjani • Gostun • Gračanica • Grobnice • Divci • Donje Babine • Donji Stranjani • Drenova • Dušmanići • Đurašići • Zabrdnji Toci • Zavinograđe • Zalug • Zastup • Zvijezd • Ivanje • Ivezići • Izbičanj • Jabuka • Junčevići • Kamena Gora • Karaula • Karoševina • Kaćevo • Kašice • Kovačevac • Koprivna • Kosatica • Koševine • Kruševo • Kučin • Lučice • Mataruge • Međani • Mijani • Mijoska • Milakovići • Mileševo • Milošev Do • Miljevići • Mrčkovina • Muškovina • Oraovac • Orašac • Osoje • Oštra Stijena • Potkrš • Potok • Pravoševo • Pranjci • Prijepolje • Rasno • Ratajska • Sedobro • Seljane • Seljašnica • Skokuće • Slatina • Sopotnica • Taševo • Hisardžik • Hrta • Crkveni Toci • Čadinje • Čauševići • Džurovo

## Vanjske poveznice
- Općina Prijepolje  Arhivirana inačica izvorne stranice od 20. srpnja 2011. (Wayback Machine)